# Kevin Godley
Michael Kevin Godley (Prestwich, Lancashire, Inglaterra, 7 de octubre de 1945) es un músico, compositor y director de videoclips inglés.
Se hizo conocido como baterista y percusionista de 10cc., donde también fue compositor y en ocasiones cantante, y posteriormente como director de videoclips de destacados artistas.
Después de reunirse con Lol Creme en el dúo Godley & Creme, integró varios grupos de música pero hizo la mayor parte de su carrera con 10cc, con quienes consiguió colocar 11 simples entre los diez mejores del UK Singles Chart y 8 discos entre los diez mejores del UK Albums Chart.
Fue codirector junto a Lol Creme del videoclip de Godley & Creme An Englishman in New York y luego dirigió videoclips para Paul McCartney, Erasure, Blur, Phil Collins, Sting, Keane, Bryan Adams, Band Aid II, The Charlatans, Kate Bush, Jean-Michel Jarre, Boyzone, Eric Clapton, The Black Crowes y Rod Stewart, entre otros. Para la banda irlandesa U2 dirigió el concierto ZooTV Outside Broadcast para Channel 4 en 1992, y el video de Mysterious Ways que se proyectó en el escenario de la gira de 2015 Innocence & Experience.
Tuvo tres nominaciones a los Premios Grammy como director de los videos The Police Synchronicity Concert, de The Police (nominado en la ceremonia de 1985) y Sun City, de Artists United Against Apartheid (1986), y por el videoclip When We Was Fab, de George Harrison, como mejor video musical conceptual (1988).